# Pleuranthodium neragaimae
Pleuranthodium neragaimae là một loài thực vật có hoa trong họ Gừng. Loài này được Alexander Gilli miêu tả khoa học đầu tiên năm 1983 dưới danh pháp Alpinianeragaimae. Năm 1991, Rosemary Margaret Smith chuyển nó sang chi Pleuranthodium.

## Phân bố
Loài này có tại Papua New Guinea.